# トロフィー
トロフィー（英: Trophy）は、主にスポーツの試合や競技会において優勝者に授与される優勝杯・優勝楯・像などの総称である。元々は戦利品を意味し、勝利の女神に祝福された勝者を称える儀式的な意味合いがある。
スポーツ以外の文化・芸術などの分野でも競技会の優勝者にトロフィーが授与される場合もある。基本的にトロフィーは優勝者に贈られるものだが、各種大会においては成績上位者（入賞者など）に小型のトロフィーが授与されることも珍しくない。歴代の大会優勝者等を記した細長いペナントが取り付けられることもある。
また、狩猟で仕留めた鹿などの首から上の部分を剥製にするなどして、壁に飾ったりするものをハンティング・トロフィー（狩猟戦利品）という。

## 概要

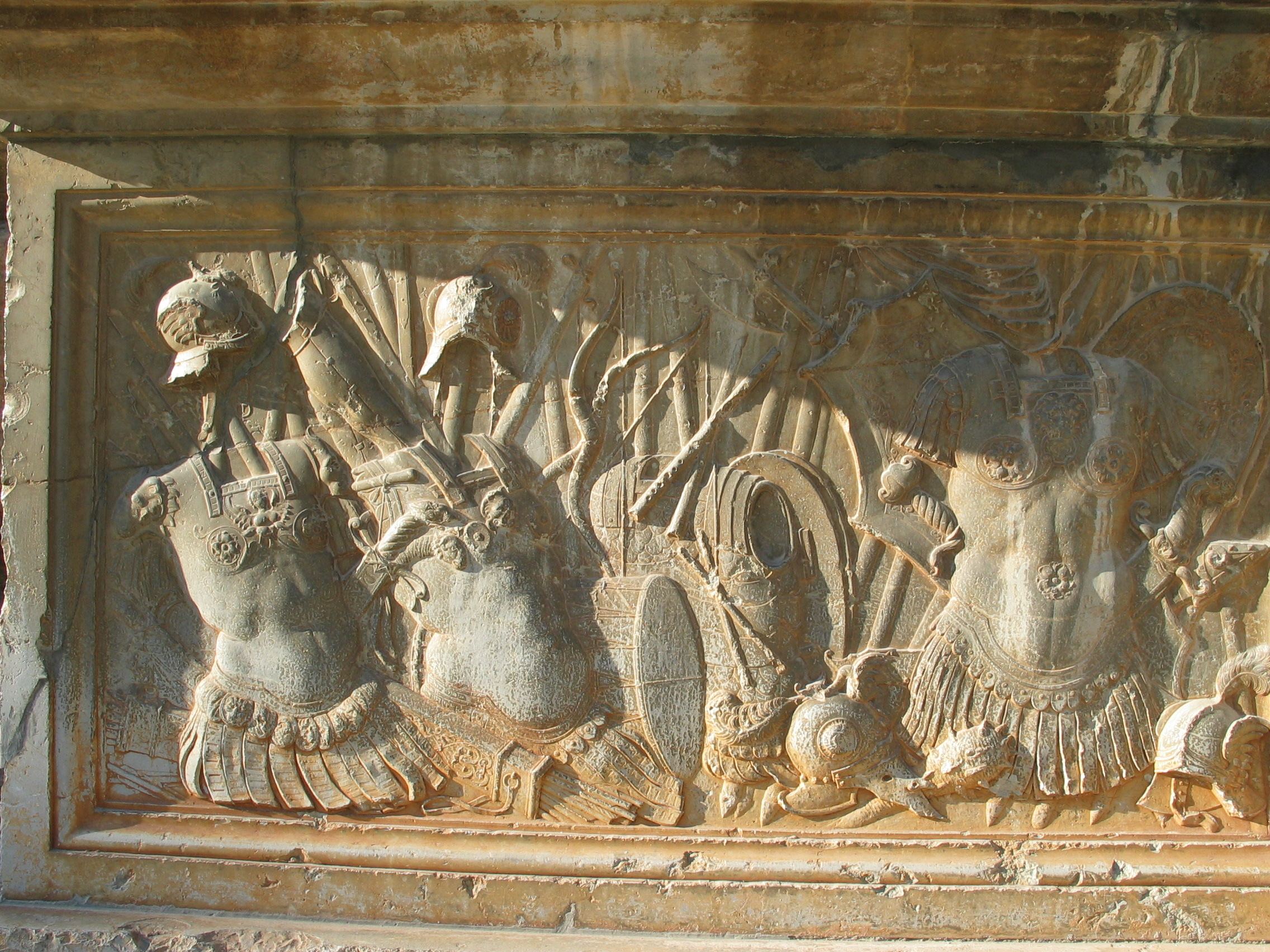
トロフィーを描いたルネサンス時代の浮き彫り（シャルル5世宮殿）。

### 語源
ギリシャ語の戦利品・戦勝トロフィーを意味する「Tropaion（古代ギリシャ語のτρόπαιον）」が語源とされる。勝利の地にある勝利を祝う記念碑を指す。τρόπαιοςは「旋回させるもの、飛翔させるもの」と訳され、τροπηは「旋回、方向転換、飛翔、経路」を意味する。これがラテン語のtrophaeumに転じた。

### 由来
この用語は、インド・ヨーロッパ語族や伝統的な民族の間で証明されている風習を指し、戦争で敵から奪い取った鎧・兜・盾など（当初は敗者の遺体と武器）を戦利品として飾る慣習からといわれ、公共の広場や特別に配置された場所に展示し、勝利を記念する（そして敵を怯えさせる役割を果たす）ものであった。ユリウス・カエサルによれば、勝利したガリア人は敗者の遺体を武器ごと杭に吊るしたが、ローマ人は敗者の武器を木に吊るしただけだったという。
古代ローマの詩人ウェルギリウスの叙事詩『アエネーイス（XI 、V）』には、「大いなるマルスよ、あなたのための戦利品である巨大な樫の木を塚の上に立て、それを切り落とし、首領メゼンスの遺骸と彼の輝く武器を着せる」。時には、これらの木は「トロピオン」と呼ばれる非常にシンプルなマネキン（木製の柱で、鎧や武器を固定するための横棒が付いていることもある）に置き換えられることもあった。
紀元前の硬貨・テトラドラクマ銀貨の裏面には、柱に飾られた戦利品の甲冑に勝利の女神・ニケが銘文を刻もうとしている様子が描かれており、古くからの慣習であったと言える。

## 建築に見られる古来のトロフィー
ローマ時代、tropaeum（トロフィー）という用語は、勝利の地にある記念碑（例：Tropaeum Alpium）を指すのに使われた。死に対する勝利を象徴するトロフィーという用語は、初期キリスト教時代の殉教者の葬儀記念碑（例：バチカンのネクロポリスにあるガイウスのトロフィー）にも使われた。

tropaeum（トロフィー）はまた、戦争を象徴する要素（戦利品、兜、武器、盾、鎧などの武器）、またはそれが象徴する人格（典礼のトロフィー、芸術家のトロフィー）を総称した装飾的なモチーフを指す。これらのトロフィーは、しばしばブロンズや漆喰で彫刻され、軍事的成功を表したり、勝利、力、技術の寓意となっている。

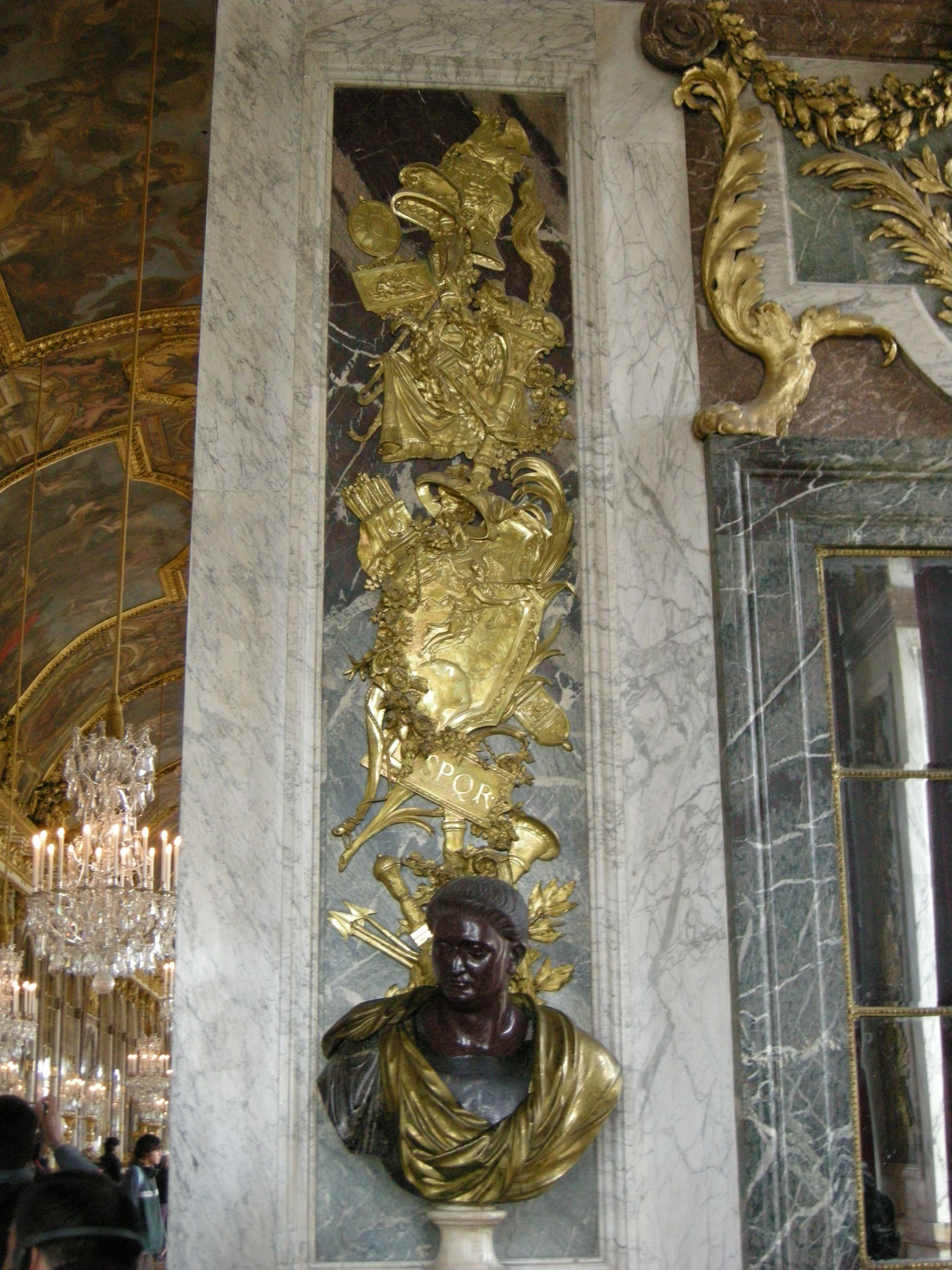
ドア・オーバーマンテルを飾る戦利品の数々（ヴェルサイユ宮殿、戦争の間）
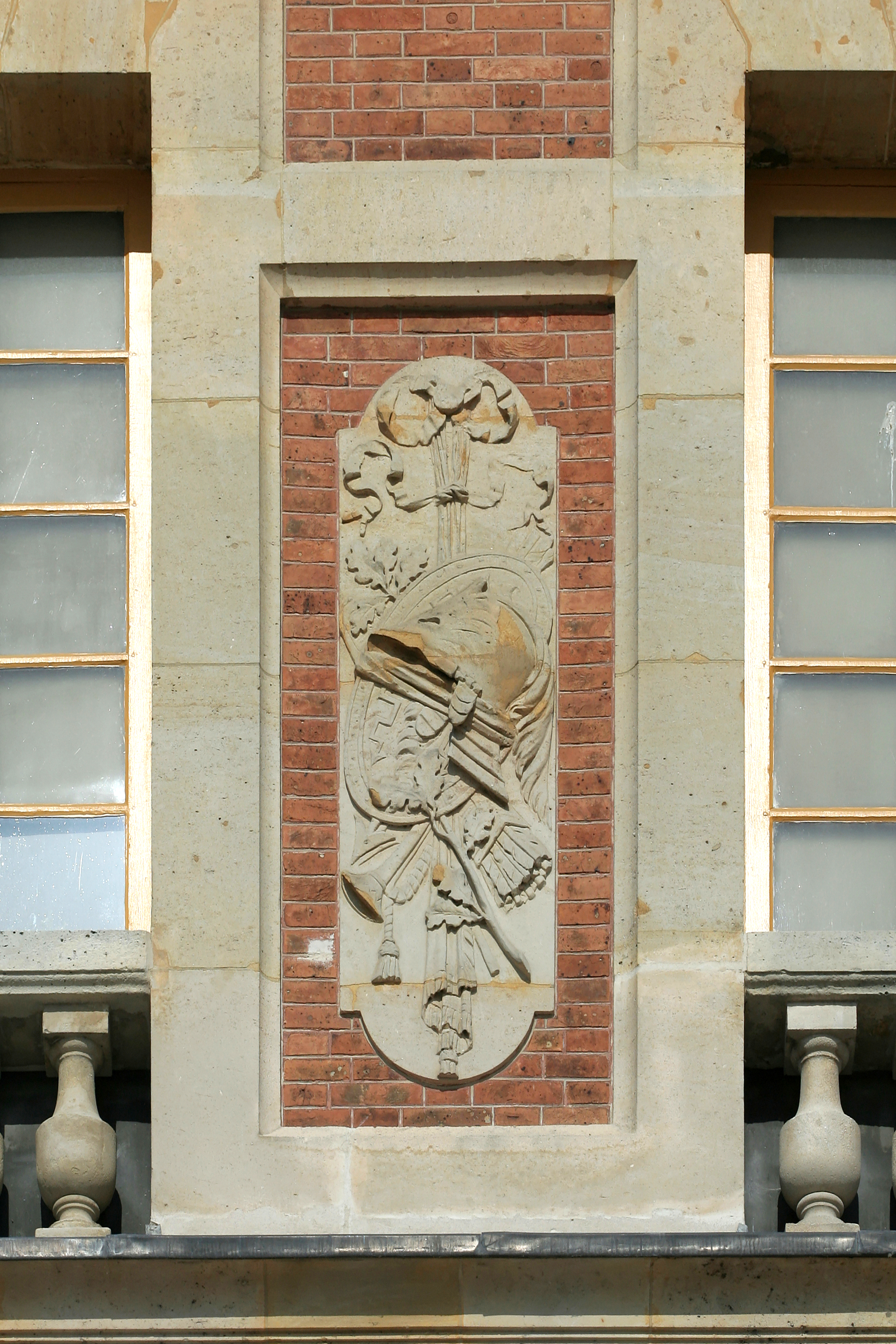
戦利品の武器（バイザー付きヘルメット、盾、矢、矢筒、トランペット、オークの枝）をドレープとリボンの弓で結んで吊るす。
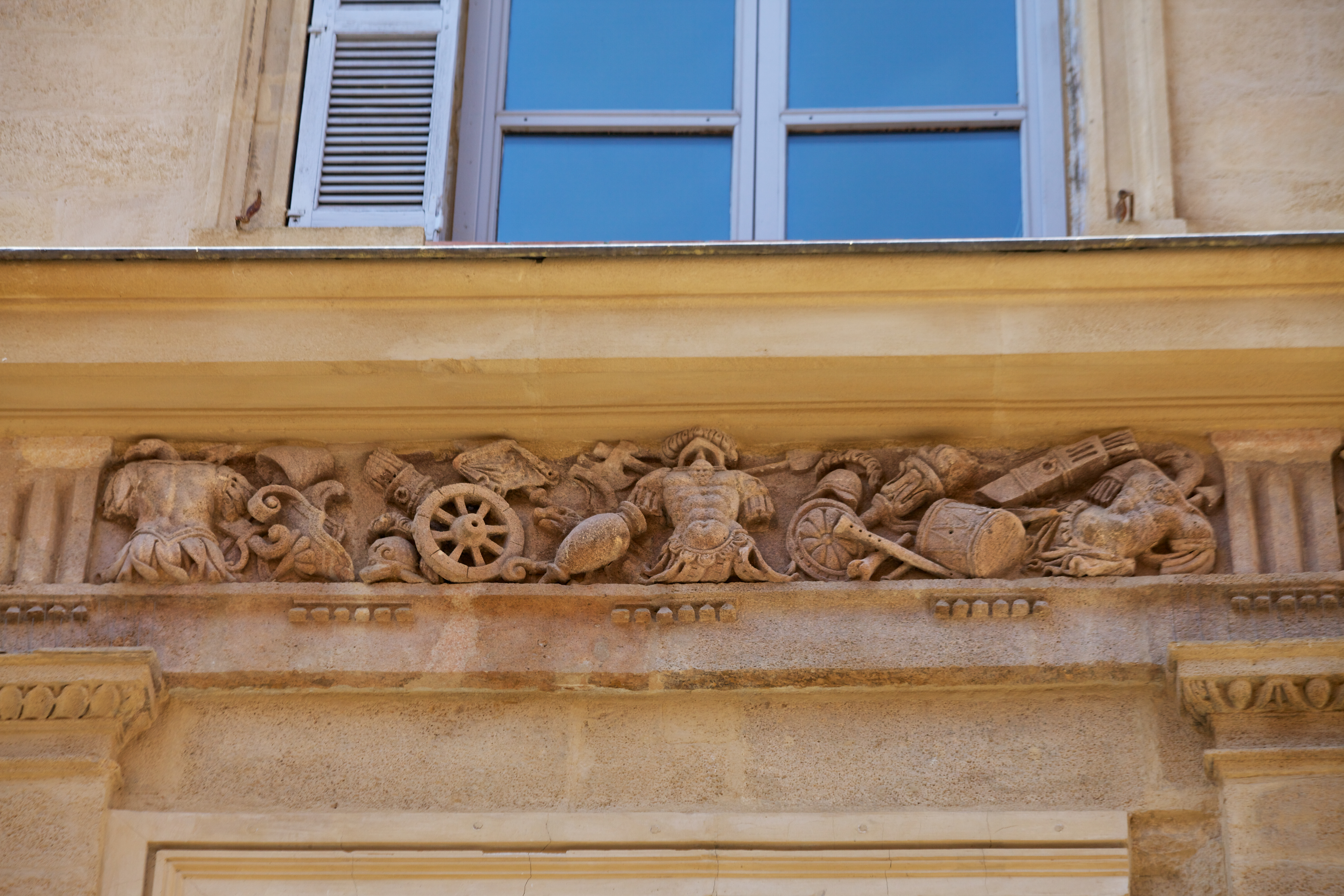
トロフィーとブクレーンのフリーズ。
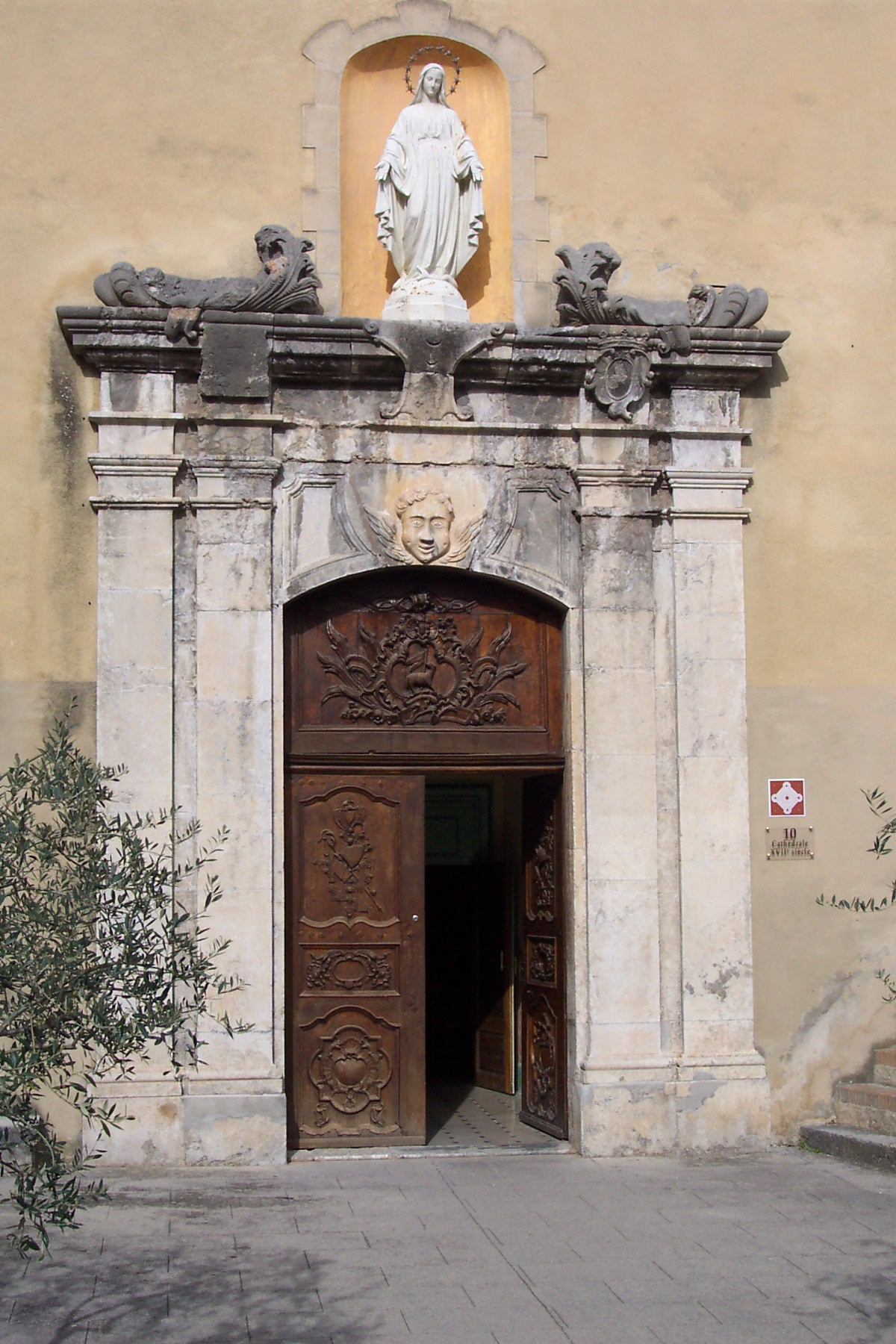
この教会の左側の扉には、上部のパネルに小さなカルトゥーシュが描かれ、そこから落下する典礼用のトロフィーがぶら下がっている。
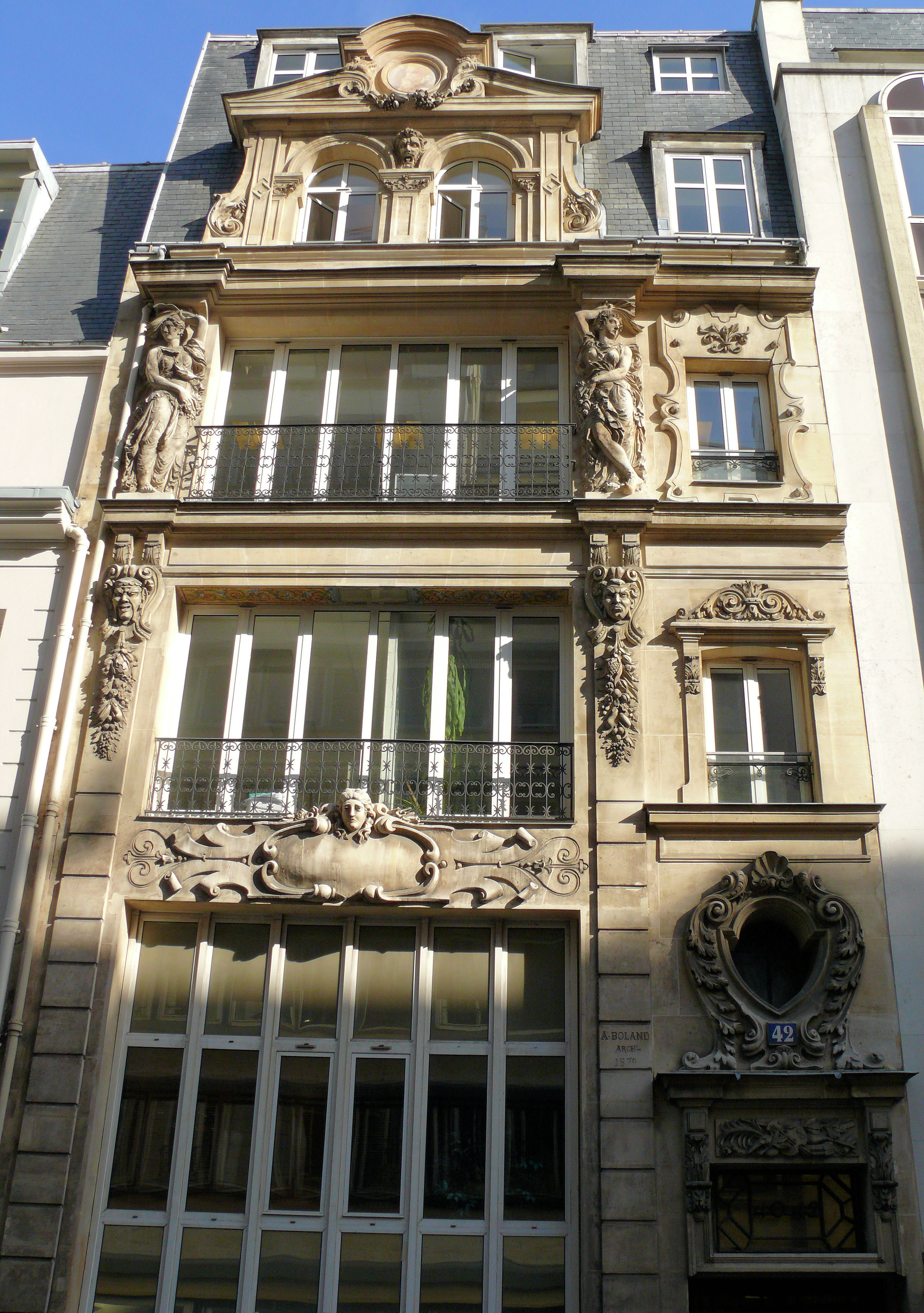
芸術家の属性のトロフィーで飾られた欄間扉[3]。

## 現代のトロフィーとデザイン

### 材質
金属製か、金属的な外観（金、銀、ブロンズ）、あるいは他の素材（プレキシガラス、クリスタル、石）で作られている。通常はベース（石、木、クリスタル、樹脂など）に固定される。

### デザイン
有名な彫刻家に任されることもあり、通常は台座に載った形をしている。
神話から借用した勝利や名誉の寓意、あるいは抽象的な形の場合もある。その他、デザインは非常に多岐にわたる。通常は台座（石、木、クリスタル、樹脂など）に固定され台の部分にはプレートが取り付けられる。ここには、大会名、成績や順位、日付、主催者（贈賞者）名などが入る。

### 形状
4本柱トロフィー
本体部分が4本の金属管からなるもの。最上部には女神、ハト、ワシなどの装飾（トロフィー人形）が取り付けられる。
1本柱トロフィー
本体部分が1本の金属柱からなるもの。
クリスタルトロフィー
トロフィー全体が透明な本体をもつもの。多くはガラス製で内部に像が入れられていたり文字が刻印されている。
ブロンズトロフィー
本体部分がブロンズ像のようなデザインのもの。

## トロフィー・コレクション
- FIFAワールドカップトロフィー
- ジュール・リメ杯（旧FIFAワールドカップトロフィー）
- FIFA女子ワールドカップ
- FIFAクラブワールドカップ
- UEFA欧州選手権
- コパ・アメリカ
- UEFAチャンピオンズリーグ
（通称「ビッグイヤー」）
- バロンドール
- FAカップ
- FAプレミアリーグ
- サッカーの天皇杯
- ワールド・ベースボール・クラシック
- コミッショナーズ・トロフィー
（ワールドシリーズトロフィー）
- 旧ワールドシリーズトロフィー
- アメリカスカップ
現存する優勝トロフィーとしては世界最古
- ウェブ・エリス杯
（ラグビーワールドカップ）
- クリケットワールドカップ
- ウィンブルドンテニス
手前が男子シングルス、奥が女子シングルス
- デビスカップ
- アイスホッケーワールドカップ
- スタンレー・カップ
- アジアリーグアイスホッケー
- ヴィンス・ロンバルディ・トロフィー
（スーパーボウル）
- ネイスミス・トロフィー
（FIBAバスケットボール・ワールドカップ）
- ラリー・オブライエン・トロフィー
（NBAファイナル）
- ライダーカップ
- ゴルフ・プレジデンツカップ
- クラレット・ジャグ
（ゴルフ全英オープン）
- 全英女子オープン
- F1世界選手権
- NASCARカップシリーズ
- スーパーGT
（2011年 GT500 ドライバーズ）
- フォーミュラ・ニッポン
- トロフェオ・センツァ・フィーネ
（ジロ・デ・イタリア）
- 東京マラソン2007
- 大相撲の天皇賜杯